# Tetracarpaea tasmannica
Tetracarpaea tasmannica je druh rostliny a jediný zástupce čeledi Tetracarpaeaceae z řádu lomikamenotvaré. Je to drobnolistý keř s malými bílými květy v hroznovitých květenstvích. Vyskytuje se výhradně na Tasmánii.

## Popis
Tetracarpaea tasmannica je stálezelený nízký keř s drobnými střídavými jednoduchými listy bez palistů. Čepel listů je vejčitá, se zpeřenou žilnatinou a dvakrát zubatým okrajem. Květy jsou čtyř nebo pětičetné, oboupohlavné, malé, pravidelné, v koncových hroznech. Kalich v počtu 4 nebo 5 plátků, na bázi srostlý. Koruna je bílá, složená ze 4 opadavých korunních plátků. Tyčinek je 8 a jsou uspořádané ve dvou kruzích. Gyneceum je svrchní, apokarpní, složené ze 4 volných plodolistů s mnoha vajíčky. Plodem je mnohosemenný měchýřek. Semena mají endosperm.

## Rozšíření
Druh je endemit subalpínských horských poloh na Tasmánii.

## Taxonomie
Rod vystřídal od doby publikování v roce 1840 řadu čeledí. Nejprve byl zařazen do čeledi kunoniovité (Cunoniaceae), později zábludovité (Escalloniaceae), lomikamenovité (Saxifragaceae) nebo do samostatné čeledi Tetracarpaeaceae. Cronquist jej řadil do široce pojaté čeledi meruzalkovité (Grossulariaceae).